# Władysław Pietrzak

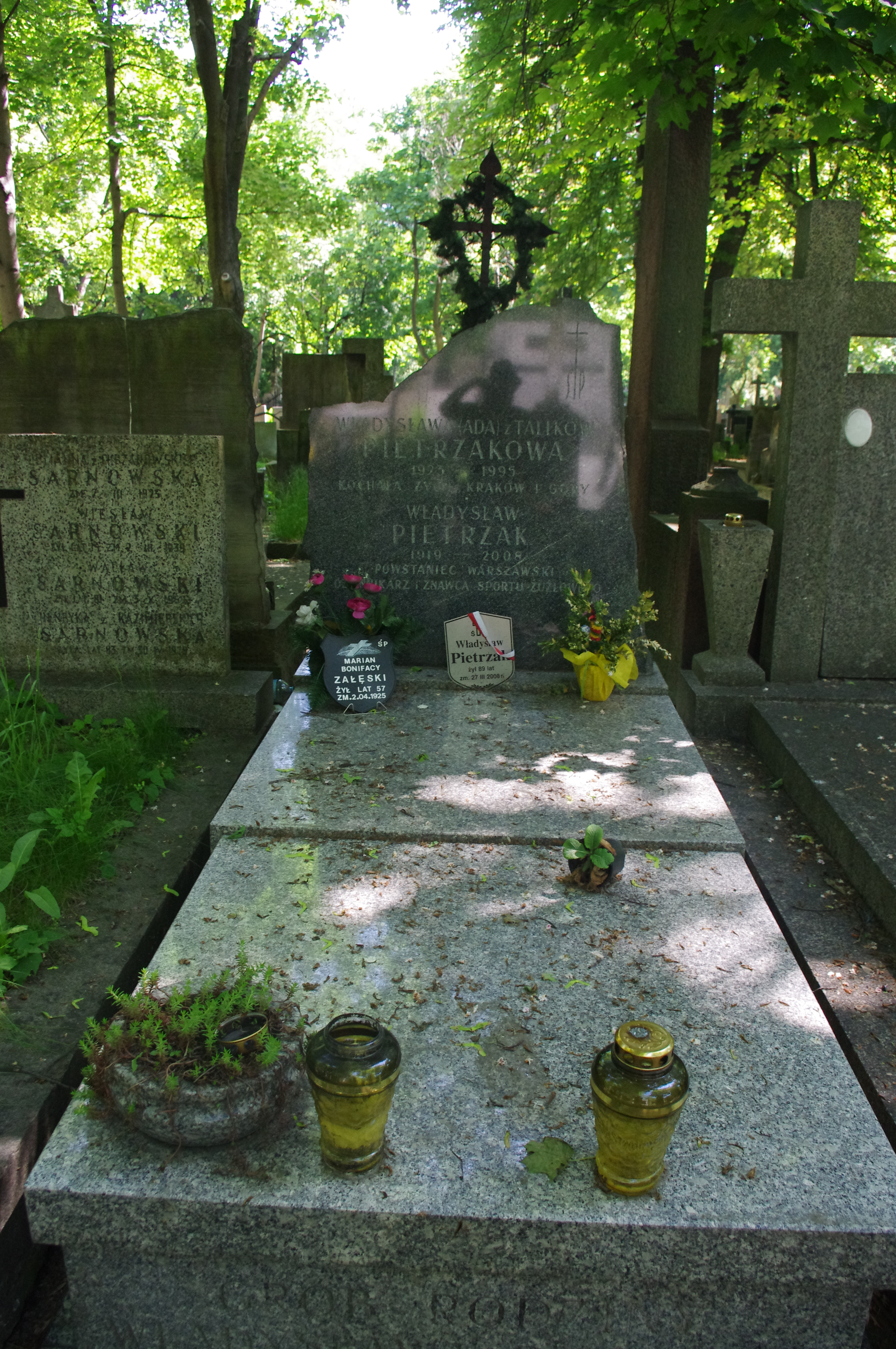
Grób działacza motoryzacyjnego Władysława Pietrzaka na Cmentarzu Powązkowskim w Warszawie

Władysław Pietrzak (ur. 8 listopada 1919 w Warszawie, zm. 27 marca 2008 w Warszawie) – działacz sportu motorowego, od 1937 członek Polskiego Związku Motocyklowego, żołnierz Armii Krajowej, uczestnik powstania warszawskiego.

## Życiorys
Po zakończeniu II wojny światowej na Śląsku ukończył studia inżynierskie. W latach 1950–1952 był przewodniczącym sekcji motocyklowej Polonii Bytom. Był współtwórcą Zarządu Okręgu Śląsko-Dąbrowskiego Polskiego Związku Motorowego, w latach 1966–1970 wiceprezesem PZM, 1977–1983 zastępcą sekretarza generalnego PZM. W Zarządzie Głównym PZM do 1987, działacz Głównej Komisji Sportu Żużlowego do 1989, członek honorowy PZM, zasłużony działacz Międzynarodowej Federacji Motocyklowej (FIM), od 1956 członek Podkomisji Wyścigów Torowych FIM, a następnie jej wiceprzewodniczący, po utworzeniu Komisji Wyścigów Torowych FIM jej pierwszy prezydent 1973–1982, członek a następnie wiceprezydent Międzynarodowej Komisji Turystyki Motorowej FIM 1959–1973, Honorowy Członek FIM i Honorowy Prezydent Komisji Wyścigów Torowych FIM, odznaczony srebrnym medalem za Zasługi dla Motocyklizmu FIM 1983, od 1983 członek Międzynarodowego Komitetu Fair Play przy UNESCO.
Współpracownik redakcji Motoru, Sportu, Tygodnika Żużlowego, Speedway Star & News i innych pism, od 1946 współpracownik Polskiego Radia oraz Telewizji Polskiej, współtwórca regulaminów sportu żużlowego w Polsce oraz ujednoliconych regulaminów FIM.

## Memoriały Władysława Pietrzaka
Po raz pierwszy memoriał Władysława Pietrzaka został rozegrany w 2011 r. w Pile, w formie pojedynczego biegu po zakończeniu jednej z eliminacji młodzieżowych drużynowych mistrzostw Polski. Druga edycja, rozegrana jako indywidualny turniej z udziałem 16 zawodników, odbyła się w 2013 r. w Ostrowie Wielkopolskim.